# Ниноцминда
Ниноцми́нда (груз. ნინოწმინდა, з.-арм. Նինոծմինտա, Нинодзминда; до 1991 — Богда́новка) — город (с 1983) на юге Грузии, центр Ниноцминдского муниципалитета в Джавахетии, края Самцхе-Джавахети. Основан как село Богдановка духоборами, переселенцами из России. Находится рядом с озером Ханчали, через город проходят шоссейные дороги на Ахалкалаки, Ахалцихе, Цалка. Железнодорожная станция Грузинской железной дороги в 70 км от Цалки на линии Тбилиси — Ахалкалаки.
По данным 2014 г., в городе проживало 5144 жителей — в основном армяне.

## История
16 сентября 1961 года село Богдановка получило статус посёлка городского типа.

## Климат
В Ниноцминде горный степной климат. Зима холодная, малоснежная, лето продолжительное и прохладное. Средняя температура в январе — 10,6 °C, в августе — 13,1 °C. Осадков выпадает ~733 мм в год, наибольшее количество в июне — 116 мм, наименьшее — в декабре — 30 мм. Продолжительность снежного покрова — 100 дней.

## Экономика
В городе имеются сыромаслодельный завод и швейная фабрика.

## Транспортное сообщение
В городе есть железнодорожный вокзал, из за капитального ремонта ж/д пути Тбилиси — Ахалкалаки пассажирские поезда в Ахалкалаки и в Тбилиси пока не ходят. Движение открыто только для грузовых поездов, а пассажирское движение откроется 2022 году.
В 2019 году заверши́лся капитальный ремонт автодороги Ниноцминда — Цалка — Тбилиси.